# خارپشت گوش‌بلند هندی
خارپشت گوش‌بلند هندی (نام علمی: Hemiechinus collaris) نام یک گونه از سرده جوجه‌تیغی‌های گوش‌دراز است.